# 抱突蛺蝶屬
抱突蛺蝶屬（學名：Baeotus）是蛺蝶科蛺蝶亞科端突蛺蝶族族中的一個屬，分佈於新熱帶界。物種飛行快速，外表華麗，與螯蛺蝶屬一些物種外型相似。成蟲愛吸食水果汁液。

## 物種
- Baeotus aeilus = 亞馬遜抱突蛺蝶 Baeotus amazonicus
- 藍帶抱突蛺蝶 Baeotus beotus
- 抱突蛺蝶 Baeotus deucalion
- 橙斑抱突蛺蝶 Baeotus japetus